# Carl Gotthelf Gerlach
Carl Gotthelf Gerlach (* 31. Dezember 1704 in Calbitz; † 9. Juli 1761 in Leipzig) war ein deutscher Organist, Komponist und Violinist. Er war ein Schüler von Johann Sebastian Bach.

## Leben
Gerlach wurde 1704 als Sohn des Calbitzer Pfarrers Gotthelf Gerlach geboren. Er besuchte – wie auch zuvor sein Vater und sein jüngerer Bruder Heinrich August – die Thomasschule zu Leipzig und wurde in dieser Zeit von 1717 bis 1723 von Thomaskantor Johann Kuhnau unterrichtet. Höchstwahrscheinlich war er bereits 1723 ein Schüler des berühmten Nachfolgers von Kuhnau, Johann Sebastian Bach.
Nach dem Schulabgang assistierte er Bach als Sänger (Alt), Violinist und Cembalist; er wirkte an der Figuralmusik für die Thomas- und die Nikolaikirche mit und begleitete seinen Lehrer auf Konzerten. 1727 immatrikulierte er an der Universität Leipzig in Rechtswissenschaften. 1729 wurde er mithilfe von Bach Organist und Musikdirektor (als Nachfolger von Georg Balthasar Schott) an der Leipziger Neuen Kirche; sein Substitut war Johann Gottlieb Wiedner. Gerlach wurde ab 1729 vermutlich nicht gering durch den Leipziger Rat der Stadt gefördert. Seine kirchenmusikalische Arbeit galt als durchaus modern für die Zeit.
Nachdem er Bach bereits wiederholt vertreten hatte, war er von 1737 bis 1739 interimistischer Leiter des Collegium musicum. Nicht später als 1744, eher 1741, wurde er dessen endgültiger Leiter. 1747 übergab er seine Aufgaben vorübergehend an Johann Trier. Er wirkte auch als Konzertmeister des „Großen Konzerts“, dem Vorläufer der Gewandhauskonzerte. Überdies spielte er Viola d’amore und Viola pomposa („Violoncello piccolo“). Am 18. Oktober 1747 trug er sich zusammen mit Johann Sebastian Bach, Gottlieb Benedict Zemisch, Daniel Friedrich Kreuchauff u. v. a. in das Stammbuch von Johann Fulde ein. 1761 starb er nach langer Krankheit. Er war unverheiratet und kinderlos.
Gerlach hinterließ eine Reihe handschriftlicher Musikalien, die in das Eigentum des Musikverlegers Johann Gottlob Immanuel Breitkopf gelangten. Es sind allerdings nur zwei seiner eigenen Werken erhalten.